# Шипстед, Билли
Билл «Би́лли» Ши́пстед (англ. Billy Shipstad) — американский кёрлингист.
В составе мужской сборной США участник чемпионата мира 1983 (заняли шестое место). Чемпион США среди мужчин (1983).
Играл на позиции второго.

## Достижения
- Чемпионат США по кёрлингу среди мужчин: золото (1983).

## Команды
| Сезон   | Четвёртый | Третий           | Второй        | Первый        | Турниры                        |
| ------- | --------- | ---------------- | ------------- | ------------- | ------------------------------ |
| 1982—83 | Дон Купер | Джерри ван Брант | Билли Шипстед | Джек Макнелли | ЧСШАМ 1983 · ЧМ 1983 (6 место) |

(скипы выделены полужирным шрифтом)

## Частная жизнь
Из семьи кёрлингистов: его отец Эдди Шипстед (англ. Eddie Shipstad) начал заниматься кёрлингом в Колорадо Спрингс в 1960-х, там же кёрлингом по примеру отца начал заниматься и Билли; позже семья переехала в Ноксвилл (штат Теннесси), где в 2004 Эдди и Билли создали основной кёрлинг-клуб того региона Great Smoky Mountains Curling Club, президентом которого стала сестра Билли, кёрлингистка Eric Kortebein.. Семья Шипстедов с 1920-х годов занималась разными видами спорта на льду — фигурным катанием (дед Билла, Эдди Шипстед старший, добившись спортивных успехов как фигурист, в 1930 создал первое в США «варьете на льду», в котором был ведущим артистом), хоккеем, кёрлингом.